# Ихсан Мурад
Ихсан Мурад (на албански: Ihsan Murad) е османски и албански политик и общественик.

## Биография
Роден е в 1886 година в Охрид, Османската империя, днес Северна Македония. Син е на местния първенец Мехмед Мурад бей. Учи в местното рущие, после в Меркан идадеси в Цариград и във висшето отделение на Мектеб-и Мюлкие. Започва административна подготовка в Янина, но поради Балканските войни заминава за Албания и е сред строителите на новата албанска държава.